# Duopolio
Como extremo de competencia imperfecta, en la que existe solamente dos vendedores. Es un caso particular de oligopolio, por lo que puede decirse que es una situación intermedia entre el monopolio y la economía de competencia perfecta. 

## Modelos de duopolio
Existen principalmente dos tipos de duopolio:
- El modelo de duopolio de Cournot, el cual que dos firmas reaccionan, cada una a los cambios de producción (cantidad producida) de la otra, hasta que ambas llegan a un Equilibrio de Nash.
- El modelo de duopolio de Bertrand, en el cual, entre dos firmas, cada una asumirá que la otra no cambiará sus precios en respuesta a sus bajas de precios. Cuando ambas usan esta estrategia, alcanzan un Equilibrio de Nash.

En el duopolio, los únicos dos productores de un bien, se ponen de acuerdo para fijar un precio, y no subirlo o bajarlo. De esta forma, se asocian. Es muy similar al monopolio.

## Ejemplos de duopolio económico
- Moody's vs Standard & Poor's en la clasificación de riesgos.
- Coca-Cola vs Pepsi en el mercado de refrescos.
- Gillette vs Wilkinson Sword (conocida en algunos países como Schick) en el mercado de hojas de afeitar.
- Boeing vs Airbus en el mercado comercial de grandes aviones de pasajeros y carga.
- Visa vs Mastercard únicas empresas que manejan las tarjetas de crédito.
- Grupo Televisa vs Televisión Azteca en el mercado de la televisión en México.
- Cinépolis vs Cinemex en el mercado del cine comercial en México.
- El Mercurio S.A.P. vs COPESA en el mercado de la prensa escrita en Chile.
- Intel vs AMD en el mercado de procesadores para computadores (ordenadores).
- Nvidia vs AMD en el mercado de tarjetas gráficas dedicadas para ordenadores portátiles y de sobremesa.
- Microsoft Windows vs Apple OS X en el mercado de sistemas operativos de computadores personales, portátiles y computadores todo en uno.
- Google Android vs Apple iOS en el mercado de sistemas operativos de teléfonos inteligentes, tabletas, tabléfonos, televisores inteligentes, relojes inteligentes y pulseras inteligentes.
- Polla Chilena de Beneficencia vs Lotería de Concepción en el mercado de juegos de azar y raspes en Chile.
- Carozzi vs Lucchetti en el mercado de pastas en Chile.
- Atresmedia vs Mediaset España en el mercado de la televisión privada en España.